# جزیره سانتا فه
جزیره سانتا فه (به اسپانیایی: Isla Santa Fe) که به آن جزیره برینگتون (به انگلیسی: Barrington Island) نیز می‌گویند یک جزیره ۲۴ کیلومترمربعی است که در مرکز مجمع‌الجزایر گالاپاگوس و در جنوب شرقی جزیره سانتا کروز قرار دارد. از لحاظ زمین‌شناسی سانتا فه یکی از قدیمی‌ترین سنگ‌های آتشفشانی با قدمت ۴ میلیون سال می‌باشد. این جزیره خانه بوم‌زادی گونه‌هایی مانند ایگوآنای زمینی برینگتون و ایگوانای دریایی است. همچنین دسته‌های بزرگی از شیر دریایی گالاپاگوس نیز در ساحل این جزیره یافت می‌شوند.